# Sint-Vincentiusvereniging

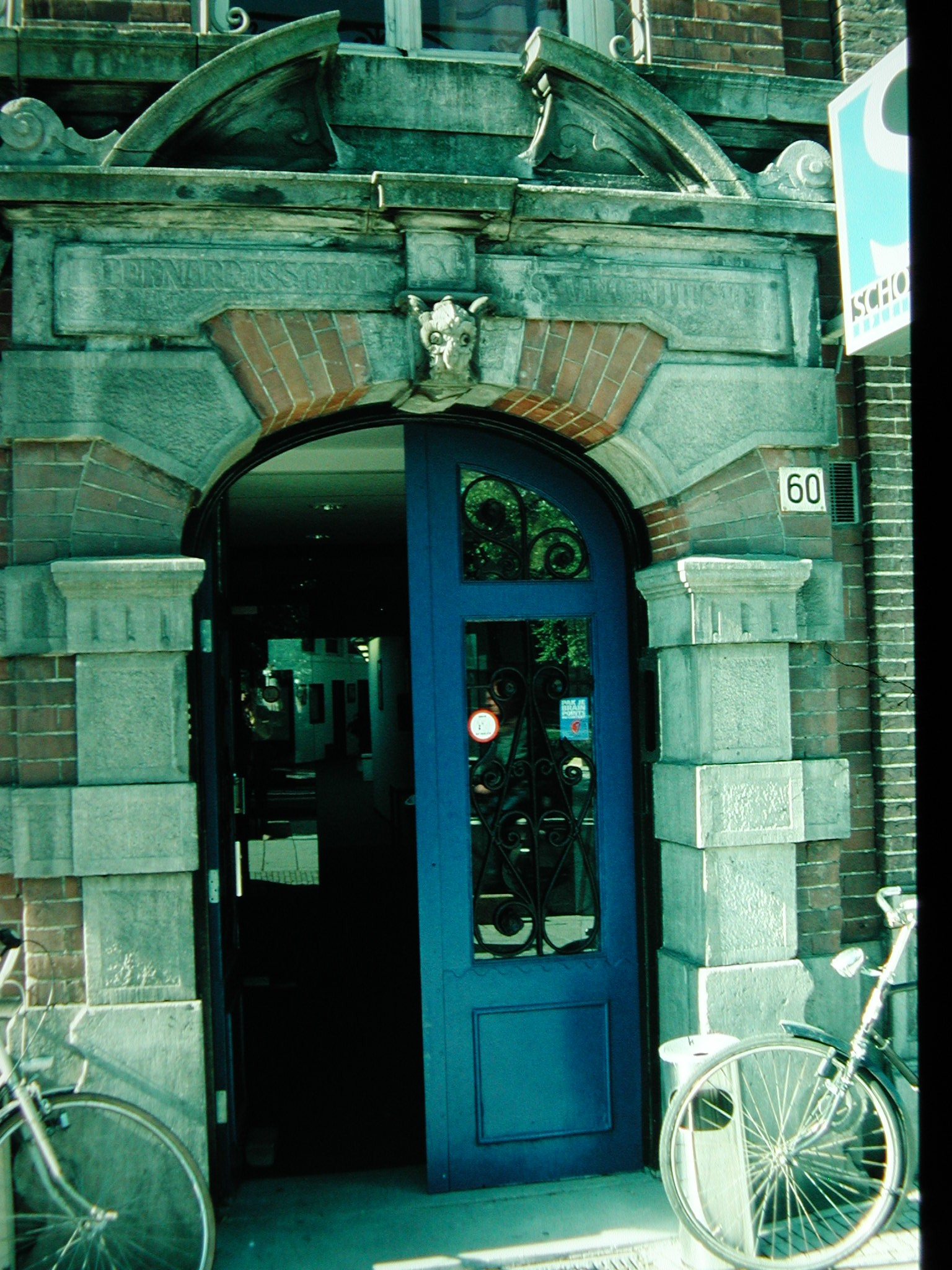
Ingang van de voormalige lagere school Sint-Bernardus te Amsterdam, onderdeel van de Sint-Vincentiusvereniging

De Sint-Vincentiusvereniging is een internationale katholieke vereniging van leken in dienst van de noodlijdenden, die op 23 april 1833 door toedoen van de jonge student Frédéric Ozanam (1813-1853), Emmanuel Bailly en vijf bevriende studenten in Parijs het licht zag. De medewerking van Zuster Rosalie, Dochter van Liefde, had ook een doorslaggevende invloed op de ontwikkeling van de vereniging.
De Belgische tak werd in 1842 in Brussel opgericht, onder anderen door Edmond van Gansbergh. De bouw van de Sint-Kwintenskapel te Gent was een initiatief van de plaatselijke Sint-Vincentiusvereniging. De eerste Vincentiusconferentie in Nederland werd op 10 februari 1846 gehouden in de sacristie van de kerk in de Oude Molstraat in Den Haag.
Zowel in Nederland als België hield ze zich vanaf het midden van de 19e eeuw bezig met hulpverlening aan armen en behoeftigen, onder meer door het uitdelen van bonnen voor voedsel, kleding en brandstof. De vereniging bestaat uit parochiale afdelingen. Ze nam het initiatief tot het verstrekken van onderwijs in onder andere Maastricht, Nijmegen, Utrecht en Amsterdam, en richtte ook spijskokerijen, bibliotheken, kledingmagazijnen en kindertehuizen op.
De vereniging is genoemd naar de 17e-eeuwse heilige Vincentius a Paulo.